# Tomaskyrkan, Gävle
Tomaskyrkan är en kyrkobyggnad i södra delen av Gävle. Den tillhör Gävle församling i Uppsala stift.

## Kyrkobyggnaden
Kyrkan uppfördes efter ritningar av arkitekt Gustaf Lettström och invigdes 21 december 1958. Aposteln Tomas har sin helgondag den 21 december vilket gav kyrkan sitt namn.
1982 byggdes kyrkan till med församlingslokaler efter ritningar av arkitekt Peter Kautsky. Ännu en tillbyggnad gjordes på 1990-talet och nya församlingslokaler togs i bruk 1996.
Byggnaden har en stomme av betong och ytterväggar klädda med rött tegel samt ljust gulslammat tegel. De branta sadeltaken är belagda med plåt.
Kyrkorummet har ett golv belagt med tegel, vitputsade väggar och ett högt tak klätt med träpanel.
En fristående klockstapel av betong är invigd 1960.

## Inventarier
- Altaret i grå kalksten är ritat av arkitekt Åsa Flarup Källmark och invigt 3 september 2006. På altarets framsida syns fem kornbröd och två fiskar i guld.
- Nuvarande orgel är byggd av Walther Thür och togs i bruk 1992.

| Man I. Huvudverk C-g3 | Man II. Svällverk C-g3 | Pedal C-f1 | Koppel |
| --------------------- | ---------------------- | ---------- | ------ |
| Principal 8'          | Rörflöjt 8'            | Subbas 16' | II/I   |
| Borduna 8'            | Salicional 8'          | Borduna 8' | II/P   |
| Oktava 4'             | Voix cel. 8'           | Fagott 16' | I/P    |
| Rörflöjt 4'           | Hålflöjt 4'            |            |        |
| Svegel 2'             | Octava 2'              |            |        |
| Mixtur 3 chor         | Nasat 1 1/3'           |            |        |
| Sesquialtera 2 chor   | Skalmeja 8'            |            |        |
| Tremulant             | Tremulant              |            |        |

### Webbkällor
- Heliga Trefaldighets församling
- anläggningspresentation
- byggnadspresentation